# Nazionale femminile di hockey su ghiaccio della Nuova Zelanda
La nazionale di hockey su ghiaccio femminile della Nuova Zelanda è controllata dalla Federazione di hockey su ghiaccio della Nuova Zelanda, la federazione neozelandese di hockey su ghiaccio, ed è la selezione che rappresenta la Nuova Zelanda nelle competizioni internazionali femminili di questo sport.

## Competizioni principali

### Olimpiadi invernali
Nessuna partecipazione